# Oskar Butter
Oskar Butter (25. ledna 1886, Podbořanský Rohozec – 17. ledna 1943, Osvětim) byl československý diplomat, novinář, publicista, vydavatel, redaktor a překladatel literatury.

## Život
Oskar Butter se narodil 25. ledna 1886 v Rohozci u Podbořan do rodiny židovského rabína. Vystudoval gymnázium v Mladé Boleslavi, po němž se rozhodl pokračovat ve studiu na filozofické fakultě české Karlo-Ferdinandovy univerzity v Praze – obor bohemistika a romanistika. Po absolutoriu v roce 1908 odjel na studijní pobyt do Paříže, kde získal zájem o problematiku sociologie novin. Po svém návratu začal působit jako středoškolský jazykový profesor na gymnáziu v Novém Bydžově. Roku 1911 poté získal doktorát.
Za první světové války (již od podzimu 1914) byl členem české odbojové skupiny Maffie, podporující zejména zahraniční akce T. G. Masaryka. Ve skupině měl na starosti vnitřní zpravodajství, čímž pomáhal budovat domácí odbojovou zpravodajskou síť, v jejímž čele stál František Bělehrádek. Aktivně se tak účastnil protirakouského odboje spolu s ostatními asi 200 členy skupiny. V roce 1918 vstoupil do České strany socialistické. Roku 1919 byl členem československé delegace na versailleské mírové konferenci. V roce 1920 se stal úředníkem zpravodajského odboru ministerstva zahraničních věcí. Roku 1923 získal titul docenta. Mezi lety 1930 a 1936 působil jako československý generální konzul v Paříži.
S hodností ministerského rady zastupoval v letech 1936–1938 přednostu zpravodajského odboru ministerstva zahraničí. V této roli se zabýval antinacistickou propagandou, což zapříčinilo, že byl po začátku německé okupace v listopadu 1939 zatčen. Následující půlrok strávil v samovazbě v Berlíně. Následně byl převezen do koncentračního tábora Buchenwald a poté do vyhlazovacího tábora Auschwitz, kde byl mučen, čemuž nakonec 17. ledna 1943 podlehl.

## Dílo
Mezi lety 1928 a 1931 vydával spolu s Věnceslavem Švihovským revui Duch novin, která se zabývala sociologií novin a celkově psychologickým vlivem žurnalistiky na společnost. Oskar Butter zde publikoval jak esejistická zamyšlení nad aktuálním sociologickým vlivem, tak články zaměřené na české a středoevropské dějiny tisku. Věřil, že noviny lze analyzovat pomocí psychologických a sociologických metod, jako je kupříkladu davová psychologie. Byl také prvním v Československu, kdo formuloval základy tzv. vědy o novinách.
Od roku 1932 pak působil Oskar Butter jako redaktor Sociologické revue, která vycházela pravidelně čtyřikrát ročně od roku 1930 až po počátek druhé světové války (listopad 1940) a následně v letech 1946–1949, po celou dobu pod vedením Inocence Arnošta Bláhy. Po vzniku protektorátu a zavedení arizačních zákonů byl Oskar Butter spolu s B. Zwickerem a O. Blažkem ze Sociologické revue vyloučen. V seznamu redaktorů však byla jména Oskara Buttera a Bruna Zwickera nahrazena označením ‚O. B. (Praha)‘ a ‚Z. Bystrý‘, čímž došlo k abecednímu nepořádku v seznamu redaktorů, což dávalo tušit, že jejich spolupráce s časopisem přetrvává.
Během svého pobytu ve Francii vydal své stěžejní dílo Tisk a mezinárodní politické vztahy (v originální francouzštině La presse et les relations politiques internationales), kde se Oskar Butter zabýval vlivem masmédií v diktátorských režimech 30. let, což také přispělo k jeho zatčení nacisty v listopadu 1939.

## Publikace
- Problém malých národů v evropské krisi (1926) – T. G. Masaryk, úvod napsal O. Butter
- Mezinárodní právo a mezinárodní vztahy (1926) – E. F. Read, přeložil O. Butter
- Noviny a zahraniční politika (1929) – O. Butter
- Novinářská knihovna Arne Laurina Praha: tiskové právo, svoboda tisku a censura zákonodárství o tisku (1931) – J. G. Gurian, předmluvu napsal O. Butter
- Karel Vilém Medau, nájemce a vydavatel Pražských novin na Havlíčkovy redakce (1931) – O. Butter
- Úkoly a cíle vědeckého bádání o novinách (1932) – O. Butter
- Masaryk a umění (1932) – O. Butter
- Veřejné mínění a tisk za světové krise (1933) – O. Butter
- Novinářská knihovna Arne Laurina Praha: věda o novinách, novinářská praxe, novinářské školy, sociologie tisku (1934) – J. G. Gurian, předmluvu napsal O. Butter
- La presse et les relations politiques internationales (1934) – O. Butter
- Novinářská knihovna Arne Laurina Praha: politická funkce novin (1935) – J. G. Gurian, předmluvu napsal O. Butter
- Novinářská knihovna Arne Laurina Praha: zpravodajství (1936) – J. G. Gurian, předmluvu napsal O. Butter
- Novinářská knihovna Arne Laurina Praha: dodatky, tiskové právo, svoboda tisku a censura, všeobecné dějiny periodického tisku (1937) – J. G. Gurian, předmluvu napsal O. Butter
- Masarykovo heslo odboje (1945) – O. Butter